# Авиакор
«Авиако́р — авиационный завод» — российское авиастроительное предприятие, расположенное в Самаре. Входит в машиностроительный холдинг «Русские машины», контролируемый финансово-промышленной группой «Базовый элемент» Олега Дерипаски. Полное наименование — Акционерное общество «Авиакор — авиационный завод».

## История
До Великой Отечественной войны авиационный завод № 18 был основан в городе Воронеже 10 января 1930 года. С 1931 по 1940 годы Воронежским авиазаводом № 18 было освоено серийное производство самолётов ТБ-3, АНТ-25, Ил-4, ЕР-2, с 1939 года — штурмовики Ил-2, к началу войны выпустил около 1510 самолётов этого типа. 23 августа 1941 года за образцовое выполнение Правительства по выпуску боевых самолётов завод № 18 им. Ворошилова награждён орденом Ленина.
В связи с наступлением немецких и венгерских войск на город Воронеж 10 октября 1941 года был издан приказ НКАП № 1056сс об эвакуации завода № 18 на площади строящегося авиационного завода № 295 (для эвакуироваемого из Москвы «Авиационного завода № 1 имени Сталина») в 3 км от станции Безымянка в окрестностях города Куйбышева (строительство велось Управлением особого строительства НКВД СССР, силами заключённых Безымянлага).
В течение октября — ноября 1941 года завод был перемещён на новое место. Объединённый завод (№ 295 и № 18) получил № 18, а возвратившийся обратно в 1943 году из Куйбышева в Воронеж авиазавод № 18 был переименован в авиазавод № 64.
В годы войны на заводе (как и на многих предприятиях СССР) широко использовался труд женщин, подростков, пенсионеров и инвалидов. Однако, поначалу завод отставал от необходимых темпов выпуска самолётов, и в адрес директоров куйбышевских авиационных заводов № 1 и № 18 пришла телеграмма И. В. Сталина:

 Вы подвели нашу страну и нашу Красную Армию тчк
Вы не изволите до сих пор выпускать ИЛ-2 тчк Самолёты ИЛ-2 нужны нашей Красной Армии теперь как воздух как хлеб тчк
Шенкман даёт по одному ИЛ-2 в день а Третьяков даёт МИГ-3 по одной две штуке тчк
Это насмешка над страной над Красной Армией тчк
Нам нужны не МИГи а ИЛ-2 тчк
Если 18 завод думает отбрехнуться от страны давая по одному ИЛ-2 в день то жестоко ошибается и понесёт за это кару тчк
Прошу Вас не выводить правительство из терпения и требую чтобы выпускали побольше "ИЛ"ов тчк
Предупреждаю последний раз тчк
СТАЛИН 
Вскоре необходимый темп выпуска самолётов был достигнут. В годы войны самарский завод выпустил более 15 тыс. самолётов-штурмовиков Ил-2, из более чем 36 тыс. построенных в СССР, таким образом Ил-2 по сей день остаётся самым массовым боевым самолётом в истории.
Деятельность завода в годы войны стала прообразом для художественного фильма «Особо важное задание», снятого «Мосфильмом» в 1979 году. Прообразом Михаила Ивановича Шадурова, директора завода в фильме, стал директор завода № 18 Матвей Борисович Шенкман (погиб в 1942 году в авиакатастрофе).
С 1949 по 1953 годы завод выпускал (наряду с двумя другими авиазаводами страны) бомбардировщики Ту-4.
18 августа 1951 года самолёт Ту-4 зав. № 1841041 производства завода № 18, выпущенный в испытательный полёт для выполнения задания № 2 «Отстрел стрелково-пушечного вооружения и снятие площадок на замер расхода горючего на режимах и высотах» на полигоне Владимировка (юго-восточнее Сталинграда) потерпел катастрофу в районе населённого пункта Питерка Саратовской области в 360 км юго-западнее заводского аэродрома. В результате катастрофы самолёт разрушен полностью, экипаж (15 человек) погиб.[значимость факта?]
В 1951—1958 годы завод построил 50 бомбардировщиков Ту-95 и Ту-95М (часть из них — в вариантах носителей ядерного оружия Ту-95А и Ту-95МА), после чего перешёл на выпуск модификации Ту-95К (ракетоносец). В середине 1960-х выпуск Ту-95К был прекращён.
С 1961 по 1965 годы на заводе производили дальнемагистральные пассажирские самолёты Ту-114, созданные на основе стратегического бомбардировщика Ту-95.

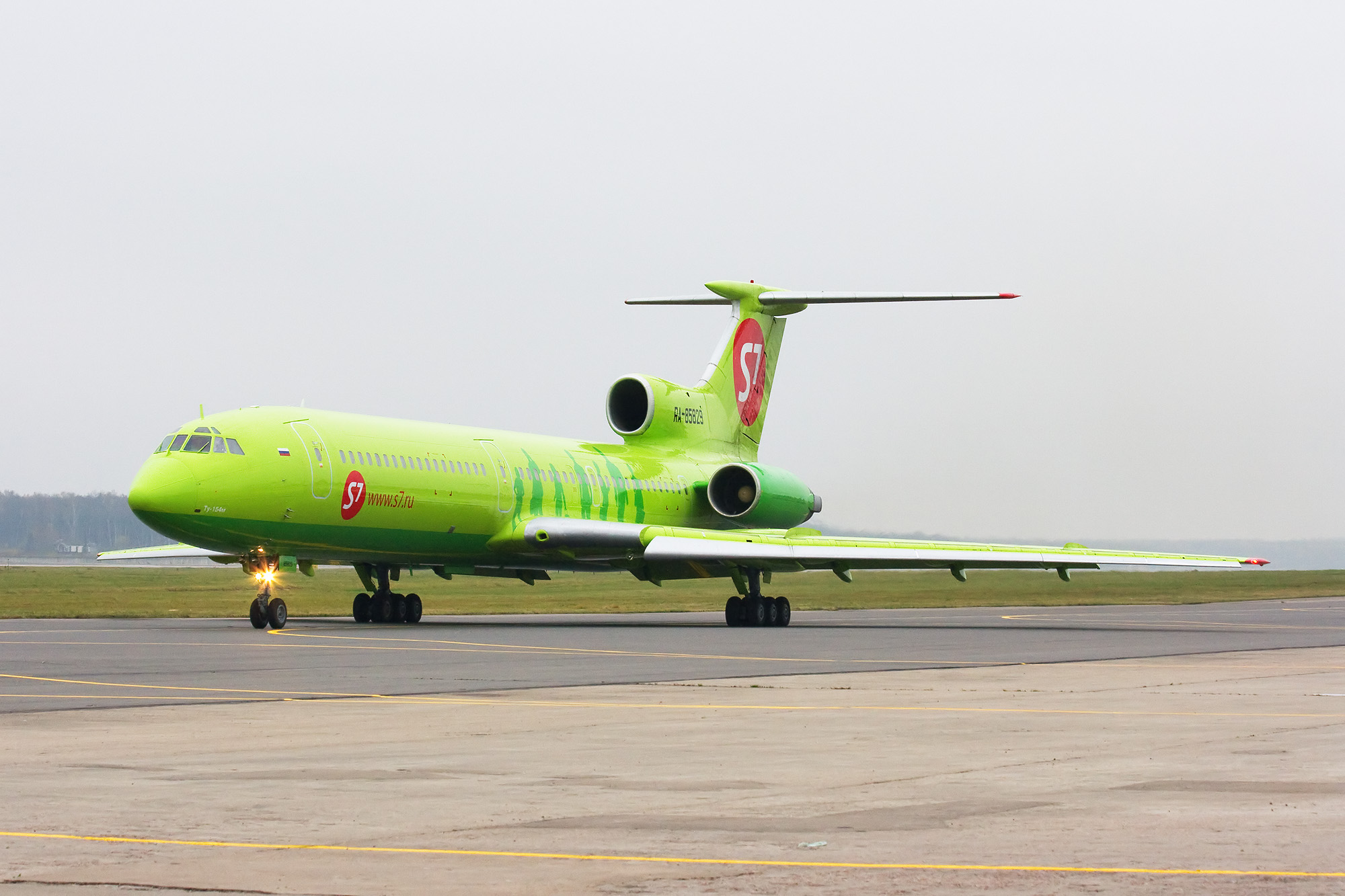
Ту-154M АК S7 Airlines

С середины 1960-х завод начал выпускать гражданские самолёты Ту-154 (серийно — с 1968 года). Абсолютное большинство этих авиалайнеров (более тысячи самолётов), составлявших основу гражданской авиации СССР и России с 1970-х годов по начала 2000-х годов, было изготовлено именно на этом предприятии.
В 1968—1972 годы завод производил противолодочные самолёты Ту-142. Всего на заводе изготовили 18 Ту-142, включая первые три № 4200, 4201, 4202. В 1973 году МАП решило перенести производство Ту-142 на завод № 86 в городе Таганроге.
В конце 1970-х годов на базе дальнего противолодочного самолёта Ту-142М был создан новый стратегический бомбардировщик Ту-95МС, ставший основой дальней авиации Вооружённых Сил СССР. В 1981 году, параллельно с выпуском пассажирских Ту-154, завод начал серийное производство этих самолётов. В начале 1990-х из них было полностью сформировано четыре полка стратегических бомбардировщиков в составе 37-й ВА ВГК (СН). Серийное производство Ту-95МС завершилось в 1992 году (всего выпущено 90 самолётов).
В 1990-е годы заказы на новую отечественную авиатехнику резко сократились. В период с 1994 по 1999 годы на предприятии был изготовлен 21 самолёт.
С 1999 по 2005 годы на заводе построено 5 самолётов (4 Ту-154М и 1 Ан-140). Численность сотрудников снизилась с 25 тысяч человек до 6,5 тысяч в 2000 и чуть более 3,2 тысяч в 2005 году.
В 2005—2007 гг. на заводе возобновилось производство: были получены заказы ещё на несколько Ту-154М, началась сборка нового 50-местного регионального самолёта Ан-140.
Из заказанных военными Ту-154М завод изготовил один (заводской номер 10А1000, бортовой номер RA-85155) в 2010 и один в 2012 году. 19 февраля 2013 года компания «Авиакор» прекратила серийное производство самолётов Ту-154М, сдав заключительный самолёт (заводской номер 12А998, бортовой номер RA-85042) гособоронзаказчику. Однако 11 сентября 2015 года появилась информация о закупке нового Ту-154М (заказчик — МВД РФ, срок поставки: 1 декабря 2017 года).
Испытания всех самолётов, выпускаемых и ремонтируемых заводом, с 1941 года и по сей день производятся на аэродроме Безымянка.
В начале 2007 года в СМИ публиковалась неподтверждённая информация о договорённости Олега Дерипаски с руководством канадской машиностроительной компании Bombardier о возможном приобретении технологий и завода по выпуску регионального турбовинтового самолёта (ориентировочно Bombardier Q300) с целью размещения данного производства на «Авиакоре».
В середине 2010 года президент «Объединенной авиастроительной корпорации» (ОАК) Алексей Федоров заявил о готовности включить в свой состав «Авиакор» при условии, что его собственник, холдинг «Русские машины» погасит кредиторскую задолженность в размере 2 млрд рублей.

## История названий завода
С 1941 года — «Государственный союзный ордена Ленина завод № 18 им. Ворошилова 1-го ГУ НКАП СССР».
С 1946 года — «Государственный союзный ордена Ленина, ордена Боевого Красного Знамени завод № 18 им. Ворошилова (п/я 143) 10-го Главного управления Министерства авиационной промышленности СССР» (с 1957 г. — 4-го Управления СНХ Куйбышевского экономическо-административного района).
С 1962 года — «Ордена Ленина, ордена Боевого Красного Знамени машиностроительный завод управления машиностроения СНХ Куйбышевского экономическо-административного района» (с 1963 года — управления агрегатостроения СНХ Средневолжского экономическо-административного района; с 12 марта 1965 г. — 1-го Главного управления МАП СССР; с 23 июля 1965 г. — 6-го Главного управления МАП СССР).
С 25 июля 1970 года — «Ордена Ленина, ордена Боевого Красного Знамени авиационный завод 6-го ГУ МАП СССР» (п/я 2774).
С января 1971 года — «Ордена Ленина, ордена Боевого Красного Знамени, ордена Трудового Красного Знамени авиационный завод 6-го Главного управления МАП СССР» (п/я 2774).
С 2 января 1980 года — «Ордена Ленина, ордена Боевого Красного Знамени, ордена Трудового Красного Знамени производственное объединение 6-го Главного управления МАП СССР».
С 6 августа 1982 года — «Куйбышевский ордена Ленина, ордена Боевого Красного Знамени, ордена Трудового Красного Знамени авиационный завод 6-го Главного управления МАП СССР» (п/я 2774).
С 24 марта 1989 года — «Куйбышевское авиационное производственное объединение 6-го Главного управления МАП СССР».
С 2005 года — ОАО «Авиакор — авиационный завод».

## Собственники и руководство
- Генеральный директор авиазавода «Авиакор» — Гусев Алексей Викторович.

С апреля 1999 года «„Авиакор“ — авиационный завод» стал частью группы «Сибирский Алюминий», ныне — «Базовый Элемент». «Авиакор» входит в состав корпорации «Русские машины». Это диверсифицированный холдинг, объединяющий машиностроительные активы группы «Базовый Элемент».
При создании Объединённой авиастроительной корпорации, «Авиакор», по некоторым оценкам, единственный из заводов, выпускающих пассажирские самолёты, не был включён в её состав. С 2008 года ведутся переговоры о вхождении завода в ОАО «Объединённую авиастроительную корпорацию». Летом 2010 года 10 % акций завода купила входящая в ОАО корпорация «Иркут», однако дальнейшего увеличения доли, как и вхождения представителей Иркута в совет директоров по состоянию на август 2011 года так и не произошло.
В мае 2023 года в СМИ сообщается, что в рамках антисанкционных мер и деофшоризации зарубежных холдингов, подконтрольных гражданам РФ и владеющих активами в стране, единственным владельцем ООО «Авиаресурс Холдинг» который владеет 71,56 % «Авиакора» становится московская организация ООО «Цефей».

## Структура компании
«Авиакору» принадлежит ООО «Авиакор — самарский авиационный завод» (99,9 %), являвшееся до мая 2023 года управляющей компанией «Авикора».

## Деятельность
Завод относится к числу немногих предприятий России, которые обладают опытом в области серийного производства гражданских и военных самолётов из деталей, узлов и агрегатов собственного производства. В разные годы завод выпускал самолёты Ил-2, Ту-4, Ту-94, Ту-154, Ту-142 и другие модели; за время его существования он произвёл более 22,5 тыс. самолётов. На заводе собирали третью ступень советской сверхтяжелой ракеты 11А52 «Раскат» и клепаные агрегаты на первые две ступени.
По состоянию на 2024 год текущая деятельность завода включает в себя капитальный ремонт Ту-154, техническое обслуживание самолётов Ту-154, Ту-95, Ан-140 и Ан-74, поставку компонентов для различного типа самолётов.
С марта 2022 года «Авиакор» участвует в проекте создания нового российского турбовинтового самолета ТВРС-44 «Ладога» разработки УЗГА. Предприятие работает над выпуском четырёх фюзеляжей для сертификации и испытаний.
В июне 2022 года власти Самарской области объявили о намерении возобновить на «Авиакоре» производство собственного регионального самолёта. Рабочее название новой машины Д-70. Однако в октябре 2023 года стало известно, что проект отложен на неопределённый срок.
В декабре 2022 года стало известно о намерении «Авиакора» в рамках программы импортозамещения поставлять иллюминаторы для самолётов МС-21 и SSJ-100. Первая партия иллюминаторов уже была передана заказчику.
В августе 2023 года на форуме «Армия—2023» «Авиакор» представил свою новую продукцию — судно-амфибию на воздушной подушке СВП-800. Судно уже прошло опытную эксплуатацию и может быть запущено в серию в 2025 году.

### Модернизация Ту-95МС
В марте 2015 года МО РФ и «Авиакор» заключили контракт на ремонт и модернизацию Ту-95МС.
Первый бомбардировщик прилетел 20 августа, второй бомбардировщик — 20 октября 2015 года. Будут существенно улучшены боевые свойства самолёта, которые в наибольшей степени будут соответствовать современным требованиям ВВС России (обновление системы управления оружием и навигация самолёта). Программа переоборудования предусматривает усовершенствование систем, связанных с огневой мощью Ту-95МС, тем самым расширяя область применения бомбардировщика.
17 ноября 2015 «Авиакор» передал ВКС России модернизированный Ту-95МС с именем «Дубна». Это не единственный самолёт данного типа, который сейчас находится на предприятии. В конце октября на аэродром самарского завода произвёл посадку ещё один Ту-95 МС. До конца года планируется сдать эту машину военным и принять на переоборудование очередной ракетоносец.

### ПроизводствоАн-140

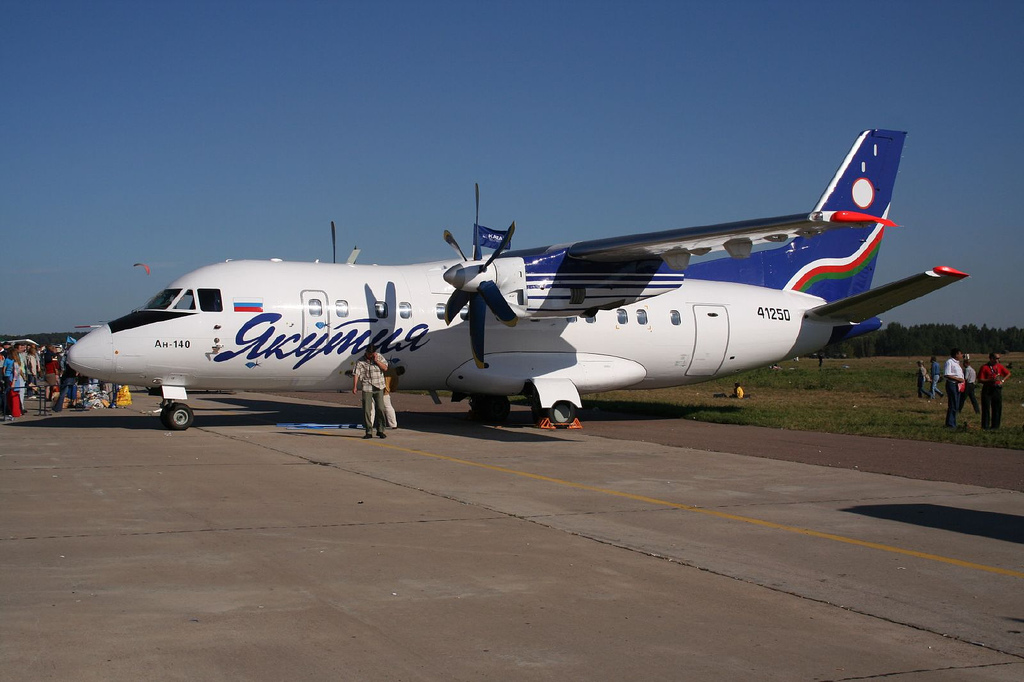
Ан-140

Производство Ан-140 является главным стратегическим направлением деятельности завода. Без ущерба прочим производственным программам мощности завода позволяют производить до 6 самолётов в год. Крыло Ан-140 производят на Харьковском авиазаводе (ХГАПП), фюзеляжи выпускает как ХГАПП, так и «Авиакор», ВСУ и двигатели поставляет ПАО «Мотор Сич», воздушные винты — НПП «Аэросила», шасси — Южмаш, а сборка самолёта осуществляется на «Авиакоре».
28 мая 2005 года состоялся первый полёт Ан-140 производства «Авиакора» (серийный № 05А001).
17 октября 2007 года «Авиакор» и Авиационный научно-технический комплекс (АНТК) им. Антонова подписали договор о расширении сотрудничества для увеличения производства региональных турбовинтовых самолётов Ан-140 на российском заводе. Результатом совместной деятельности должно было стать создание совместного предприятия..
В декабре 2008 года завод подписал контракт с авиакомпанией Якутия на поставку партии из шести самолётов Ан-140-100.
23 декабря 2009 года заключён контракт между Министерством обороны России и «Авиакором» на поставку одного самолёта Ан-140 для ВВС России (выполнен поставкой самолёта № 11А002).
19 августа 2010 года крупнейшая российская авиакомпания Аэрофлот обнародовала график, согласно которому компания к 2016 году планирует закупить 25 самолётов Ан-140.
В 2011 году Министерство обороны России отказалось от разработки военно-транспортной версии самолёта Ил-112 в пользу Ан-140. В мае 2011 года Министерство обороны России заявило по планах приобрести 9 самолётов Ан-140 пассажирской модификации. По этому контракту первый самолёт совершил первый полёт 17 мая 2012 года (серийный № 12А015).
Ранее представители «Авиакора» сообщали, что грузовая версия Ан-140Т также включена в перечень государственного оборонного заказа Российской Федерации. Однако с декабря 2012 года Министерство обороны РФ отказалось от закупок Ан-140Т (грузовой версии).
По состоянию на октябрь 2013 года заводом «Авиакор» выпущено 10 самолётов. Четыре самолёта переданы для эксплуатации в авиакомпанию «Якутия» (бортовые номера RA-41250, RA-41251, RA-41252, RA-41253; из них два самолёта в лётном состоянии, два находятся на хранении без двигателей) и пять в ВВС РФ. Десятая машина — 13А009 — проходит испытания на ЛИС.
В июле 2014 года президент России В. В. Путин дал поручение правительству рассмотреть вопрос организации серийного производства самолёта Ил-114 в России. Такое производство может быть развёрнуто на самарском заводе «Авиакор» (по оценке генерального директора завода А. Гусева, освоение серийного производства Ил-114 займёт около 5 лет и потребует инвестиций в размере 10—12 млрд руб.).
В октябре 2014 года ХГАПП объявило об банкротстве. В связи с этим дальнейшее производство Ан-140 на «Авиакоре» прекращено.
В 2015 году Министерство обороны РФ потребовало взыскать неустойку с завода в сумме 626,1 млн руб. за срыв поставок самолётов Ан-140. Из 14 самолётов, которые завод должен был поставить ведомству по двум контрактам, «Авиакор» не сдал в срок восемь Ан-140. Общая сумма компенсаций за срыв контракта составляет 2 млрд рублей. ОАО «Авиакор — Авиационный завод» готовит юридическое заключение о наступлении форс-мажорного случая, который не позволил заводу выполнить контракт по производству самолётов Ан-140 для министерства обороны РФ, поскольку из-за ситуации на Украине завод не мог получить комплектующие запчасти от Харьковского авиазавода.
Из годового отчёта за 2017 год «Авиакор» известно: «В случае реализации программы импортозамещения комплектующих изделий и систем самолёта Ан-140 предприятие готово возобновить выпуск данных самолётов».

### Показатели деятельности

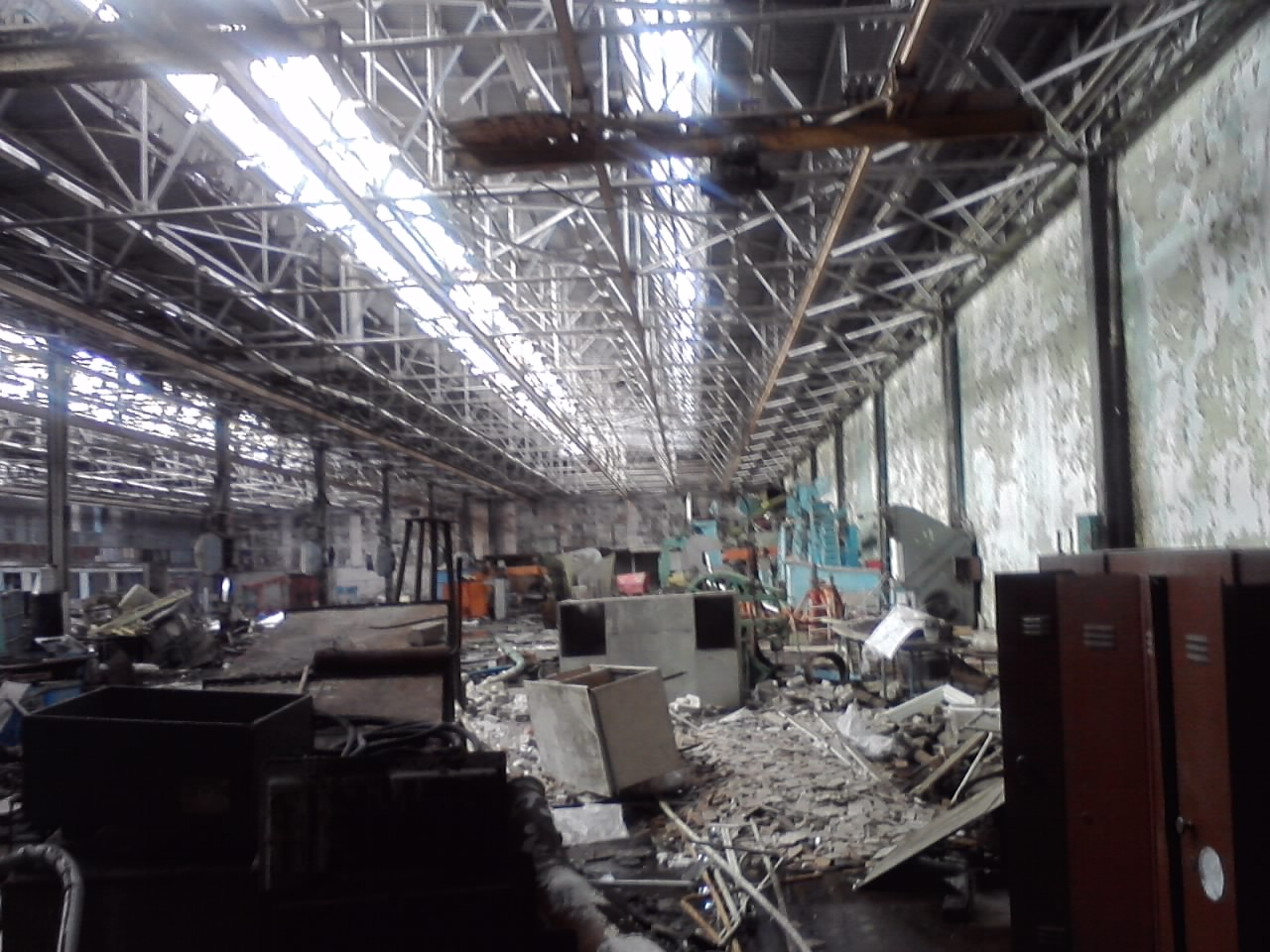
Завод «Авиакор», цех № 60

- За 2006 год завод построил 2 самолёта Ту-154 и 1 Ан-140, также завод капитально отремонтировал 4 самолёта Ту-154.
- В 2007 году на заводе построили 1 самолёт Ту-154 и 1 Ан-140, и провели капитальный ремонт 6 Ту-154[45].
- В 2008 году на заводе был построен 1 Ту-154, ещё 3 Ту-154 прошли капитальный ремонт[46].
- В 2009 году был построен 1 самолёт Ан-140, и капитально отремонтировано 3 Ту-154[47].
- В 2010 году завод выпустил 1 и капитально отремонтировал 2 самолёта Ту-154[30].

Финансовые результаты за 2005—2013 годы выглядят следующим образом:
| млн. руб                | 2006  | 2007  | 2008  | 2009 | 2010  | 2011  | 2012  | 2013  |
| ----------------------- | ----- | ----- | ----- | ---- | ----- | ----- | ----- | ----- |
| Выручка                 | 891   | 1075  | 673   | 1025 | 661   | 715   | 2053  | 2570  |
| Чистая прибыль (Убыток) | (753) | (581) | (520) | 762  | (369) | (427) | (641) | (760) |

За эти годы завод лишь однажды получал чистую прибыль — в 2009 году (без учёта промежуточных показателей и 2011 года). Непокрытый убыток на конец 2010 года составил 1,65 миллиардов рублей.
По состоянию на 2019 год завод в основном ремонтирует и модернизирует стратегические бомбардировщики Ту-95МС, а также пассажирские самолёты Ту-154 (которых в мире осталось около 40 единиц). В 2016 году выручка «Авиакора» составила 1,8 млрд руб., чистый убыток — 303,8 млн руб., в 2017 году — 2 млрд и 66,2 млн руб. соответственно. По оценкам экспертов, рыночная стоимость предприятия составляет 7—9 млрд руб.
В апреле 2019 года СМИ сообщили, что корпорация «Русские машины» рассматривает возможность отказа от принадлежащего ей завода «Авиакор» либо смены назначения предприятия.